# جو تايلور
جو تايلور (بالإنجليزية: Joe Taylor)‏ (1874 في المملكة المتحدة - 21 أغسطس 1938) هو لاعب كرة قدم بريطاني (وحمل سابقاً جنسية المملكة المتحدة لبريطانيا العظمى وأيرلندا) في مركز الدفاع. لعب مع نادي بيرنلي.

## وصلات خارجية
- جو تايلور على موقع قاعدة بيانات كرة القدم.إي يو (الإنجليزية)
- جو تايلور على موقع قاعدة بيانات كرة القدم.إي يو (الإنجليزية)